# Chính quyền Quân sự Hy Lạp 1967–1974
Chính quyền Quân sự Hy Lạp thường được gọi là Chế độ các Đại tá (tiếng Hy Lạp: καθεστώς των Συνταγματαρχών, kathestós ton Syntagmatarchón [kaθesˈtos ton sinˈdaɣ.matarˈxon]), hoặc trong tiếng Hy Lạp chỉ đơn giản The Junta (/ˈdʒʊntə/ hoặc /ˈhʊntə/; tiếng Hy Lạp: Χούντα, đã Latinh hoá: Choúnta [ˈxunda]), Chế độ độc tài (Η Δικτατορία, I Diktatoría) và Bảy Năm (Η Επταετία, I Eptaetía) là một loạt các chính quyền quân sự cực hữu đã cai trị Hy Lạp sau cuộc đảo chính năm 1967 Hy Lạp dưới sự lãnh đạo bởi một nhóm của các đại tá vào ngày 21 tháng 4 năm 1967. Chế độ độc tài kết thúc vào ngày 24 tháng 7 năm 1974 dưới áp lực của cuộc xâm lược Síp của Thổ Nhĩ Kỳ. Sự sụp đổ của junta được theo sau bởi Metapolitefsi, và việc thành lập Cộng hòa Hy Lạp thứ ba.

## Bối cảnh
Cuộc đảo chính năm 1967 và bảy năm sau cai trị quân sự là đỉnh cao của 30 năm phân chia quốc gia giữa các lực lượng cánh tả và cánh hữu có thể được truy nguồn từ thời điểm kháng chiến chống trục của Hy Lạp trong thế chiến II. Sau khi được giải phóng vào năm 1944, Hy Lạp rơi vào cuộc nội chiến, chiến đấu giữa các lực lượng cộng sản và chính phủ lưu vong.